# Miquel Mayol i Raynal
Miquel Mayol i Raynal este un om politic spaniol, membru al Parlamentului European în perioada 1999-2004 din partea Spaniei. 